# Будалеева, Юлия Владимировна
Ю́лия Влади́мировна Будале́ева (род. 13 ноября 1990 года, Тобольск, СССР)— российская лыжница и биатлонистка, паралимпийская чемпионка и многократный призёр Паралимпийских игр. Заслуженный мастер спорта России.
Начала заниматься лыжными гонками с 2010 года в ЦСП 72 под руководством Вячеслава Анатольевича Голдинова.
В 2013 году окончила  Тобольскую государственную социально-педагогическую академию им. Д.И.Менделеева, социально-психологический факультет по специальности  «Социальная работа».

## Награды
- Орден Дружбы (2014 год)[3].